# Calvor
Calvor ist ein kleiner Ort am Jakobsweg in der Provinz Lugo der Autonomen Gemeinschaft Galicien. Er ist administrativ von Sarria abhängig. Die Einwohnerzahl lag Anfang 2011 bei 80.